# Auguste Bonheur
Pour les articles homonymes, voir Bonheur (homonymie).
François Auguste Bonheur né le 3 novembre 1824 à Bordeaux et mort le 21 février 1884 à Meudon est un peintre français.

## Biographie

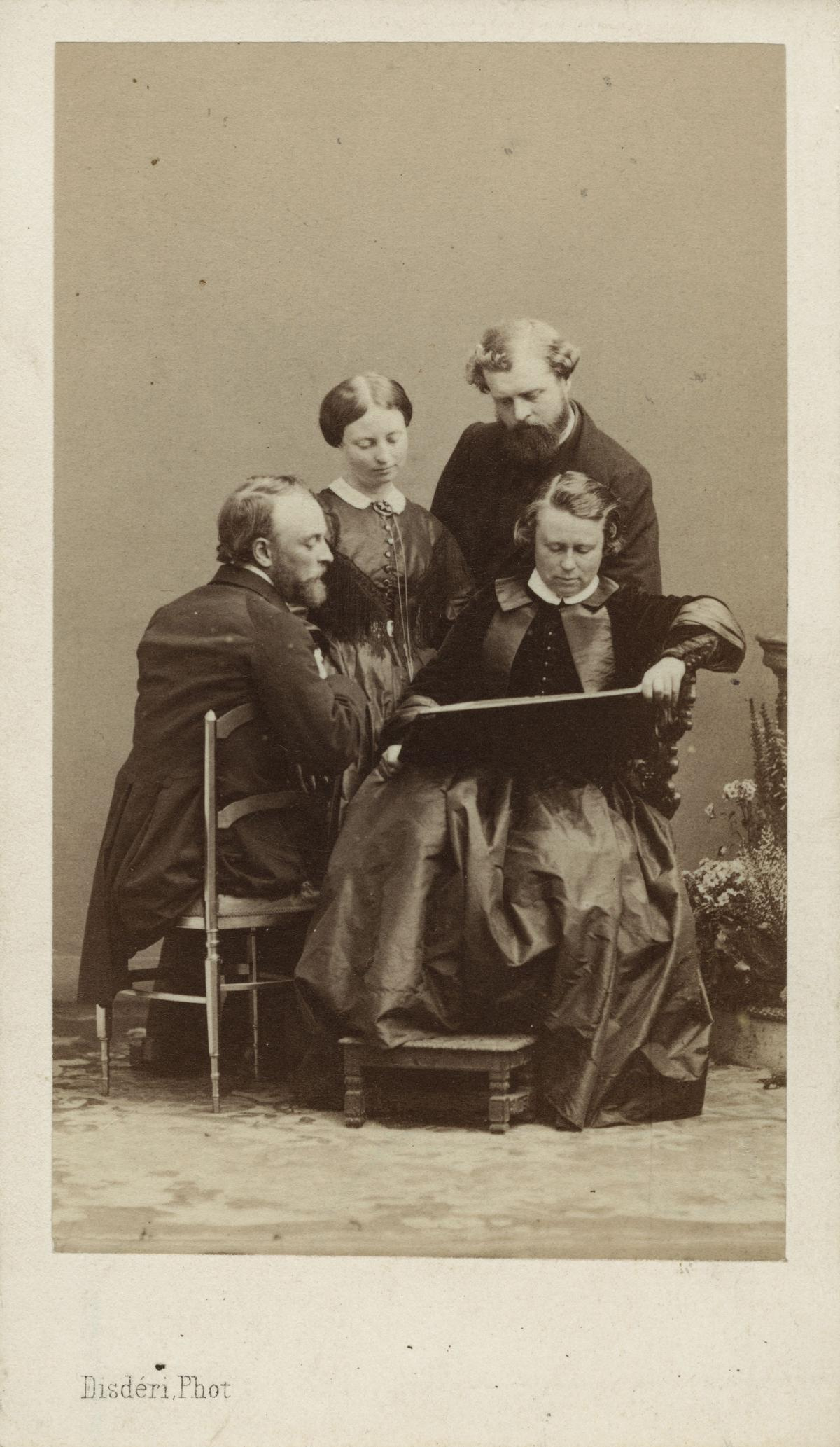
Auguste Bonheur assis à gauche et Rosa Bonheur assise à droite, photographie d'Eugène Disdéri (années 1860), Londres, National Portrait Gallery

Auguste Bonheur est le frère cadet de Rosa Bonheur (1822-1899) et premier fils de Raymond Bonheur (1796-1849), artiste peintre, et de son épouse Sophie Marquis, qui meurt trois ans après la naissance de son quatrième enfant, Juliette, en 1830. La famille Bonheur habite à Magny-les-Hameaux dans l'actuel département des Yvelines.
Auguste Bonheur est admis à l'École des beaux-arts de Paris en 1848 dans l'atelier de Paul Delaroche. Comme sa sœur, Rosa, il se spécialise dans la peinture animalière.
Il débute au Salon de 1845. En 1852, il obtient une médaille de troisième classe pour ses paysages Les Côtes de Brageac (Cantal) et Les Environs de Mauriac (Cantal), et une médaille de première classe en 1861. Dans les années 1860 il voyage en Écosse. Marié, il a un fils  prénommé Raymond qui deviendra compositeur de musique, familier d'André Gide et confident de Claude Debussy.
Il est nommé chevalier de la Légion d'honneur en 1867.
Partisan de la Commune de Paris, il combat dans la Garde nationale et est fait prisonnier par les Versaillais.
Auguste Bonheur meurt le 21 février 1884 à Meudon, dans le quartier de Bellevue.

## Collections publiques
États-Unis

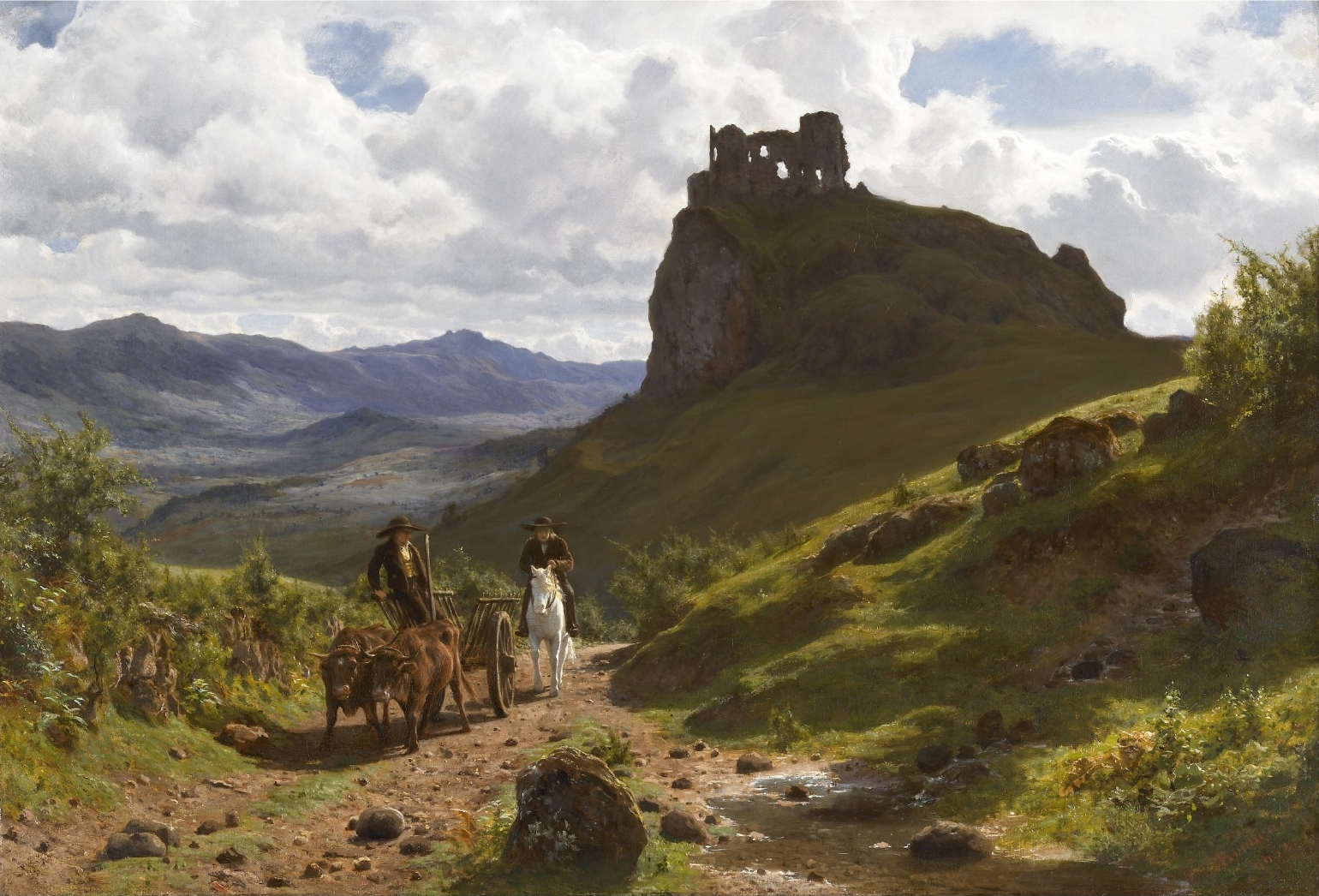
Les Ruines du château d'Apchon (1852), Aigburth,.

- Greenwich, Bruce Museum of Arts and Science (en).
- New York :
  - Brooklyn Museum : Paysage champêtre, entre 1850 et 1855.
  - Metropolitan Museum of Art.
  - musée d'Art Dahesh :
    - Étude de vache ;
    - Troupeau de vaches s'abreuvant au bord du lac.

France
- Amiens, musée de Picardie : Les Bords du Rhin.
- Bordeaux, musée des Beaux-Arts :
  - Groupe de chênes aux environs de Mauriac ;
  - Le Retour de la foire.
- Thomery, musée de l'atelier Rosa Bonheur : Portrait de Raymond Bonheur.

Royaume-Uni
- Aigburth, Sudley House (en) : Les Ruines du château d'Apchon, 1852.
- Blackburn, Blackburn Museum and Art Gallery (en) : Troupeau de bovins au bord de la rivière.
- Londres :
  - Victoria and Albert Museum : Troupeau de bovins dans les Higlands.
  - Wallace Collection : Souvenir de Rosenlaui.
- Preston, Harris Museum (en) : Troupeau de bovins dans une clairière de chênes.
- Rawtenstall, Rossendale Museum : La Ford.
- Sheffield, Graves Art Gallery (en) : Paysage avec un troupeau, années 1860.

Taïwan
- Tainan, musée Chimei : Troupeau de vaches en forêt.

## Salons
- 1845.
- 1852 : Les Côtes de Brageac (Cantal) ; Les Environs de Mauriac (Cantal), médaille de troisième classe.
- 1857 : Paysage, souvenir de Basse-Bretagne.
- 1859 : Un abreuvoir en Bretagne.
- 1861 : La Sortie du pâturage, Auvergne ; L'Arrivée à la foire (Auvergne) ; Rencontre de deux troupeaux (Pyrénées).
- 1863 : Un ruisseau en Auvergne.
- 1864 : Le Retour de la foire (no 195).
- 1866 : Le Dormoir.

## Expositions
- Londres, exposition d'été de la Royal Academy.
- Expositions[Où ?][Quand ?] organisées par Ernest Gambart, le marchand d'art de sa sœur Rosa Bonheur.
- Exposition universelle de 1867 : Ruines du château d'Apchon, Cantal.

## Réception critique
- Émile Zola dans sa critique du Salon de 1866 écrit : « Les deux tableaux de monsieur Auguste Bonheur prennent la première place parmi les animaliers, on trouve en eux toutes les qualités d'un talent sérieux développé à travers des études consciencieuses. M. Bonheur porte un nom bien connu qui aurait pu le rendre célèbre s'il n'avait pas son aîné, star de la famille. »

Œuvres d'Auguste Bonheur
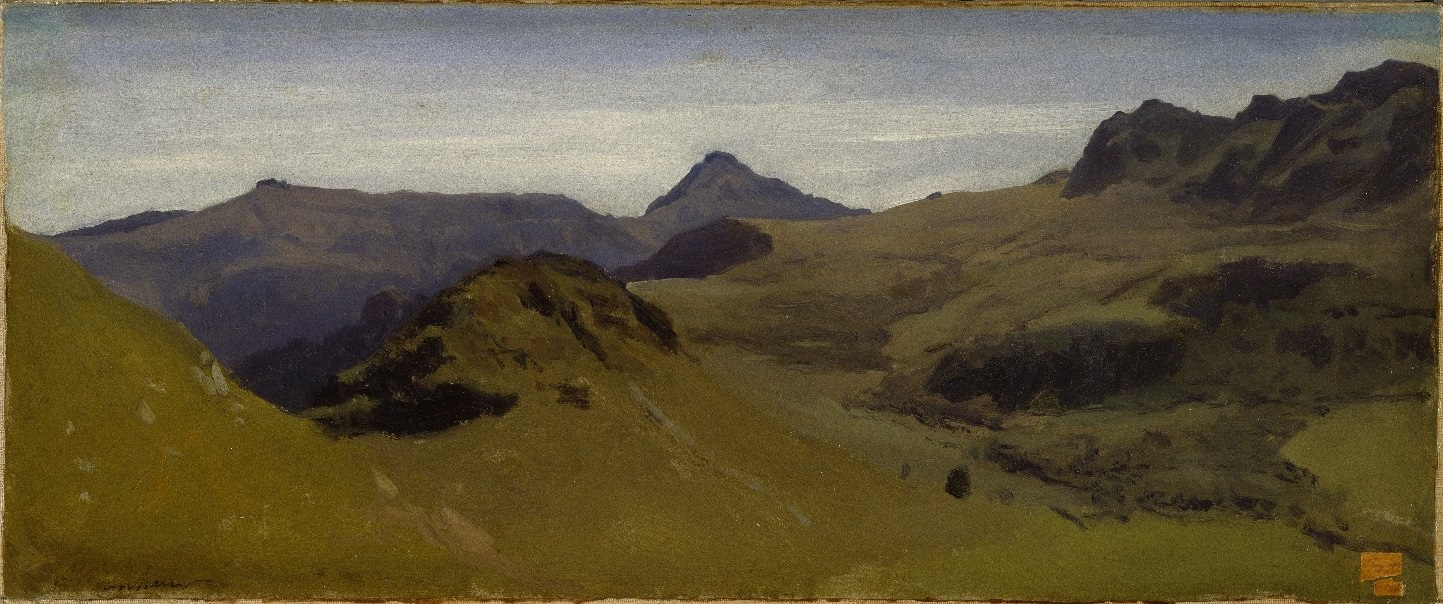
Paysage d'Auvergne (entre 1848 et 1852), New York, Brooklyn Museum.
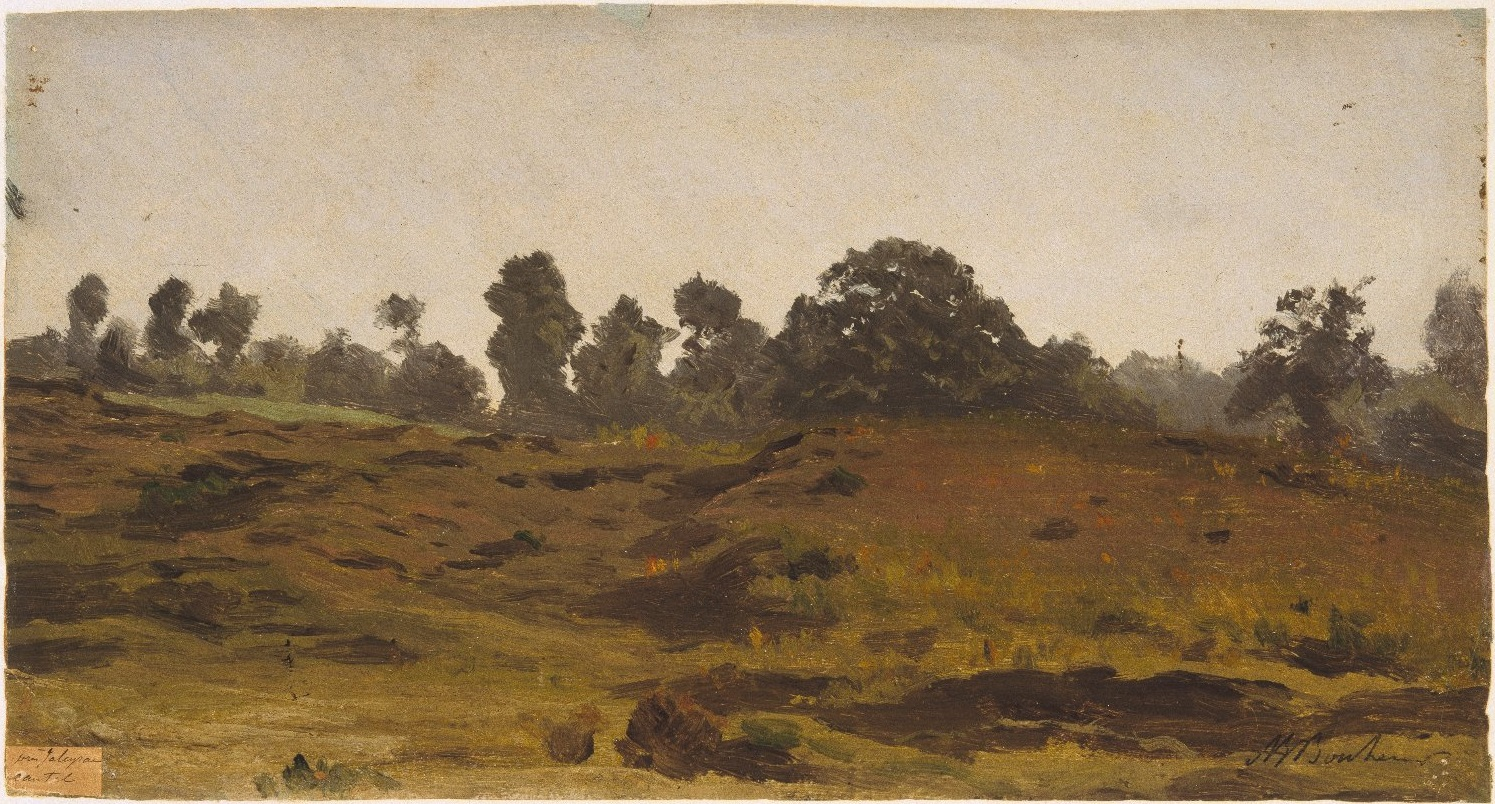
Paysage champêtre (entre 1850 et 1855), New York, Brooklyn Museum.
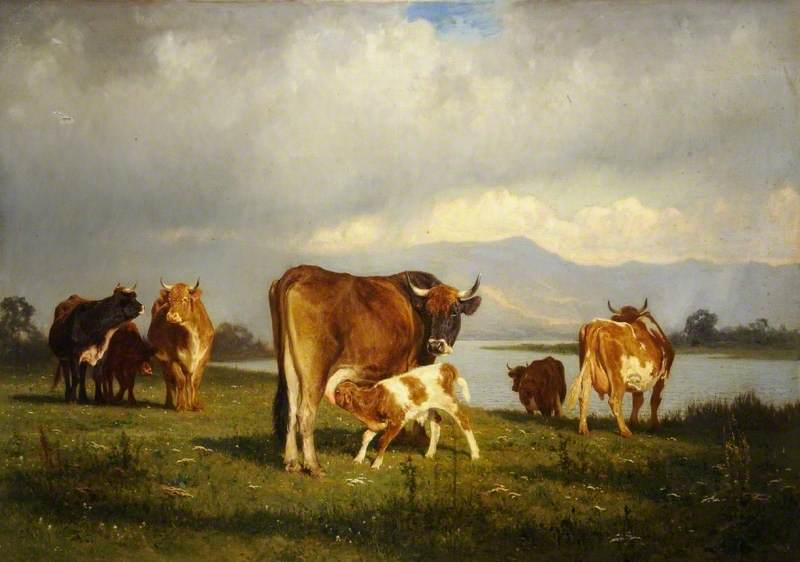
Troupeau de bovins (années 1860), Sheffield, Graves Art Gallery (en).
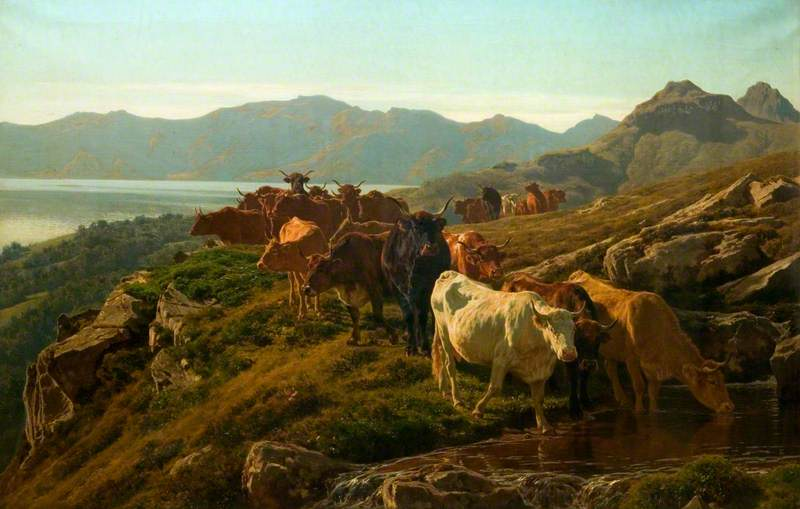
Troupeau de bovins dans les Higlands (1863), Londres, Victoria and Albert Museum.
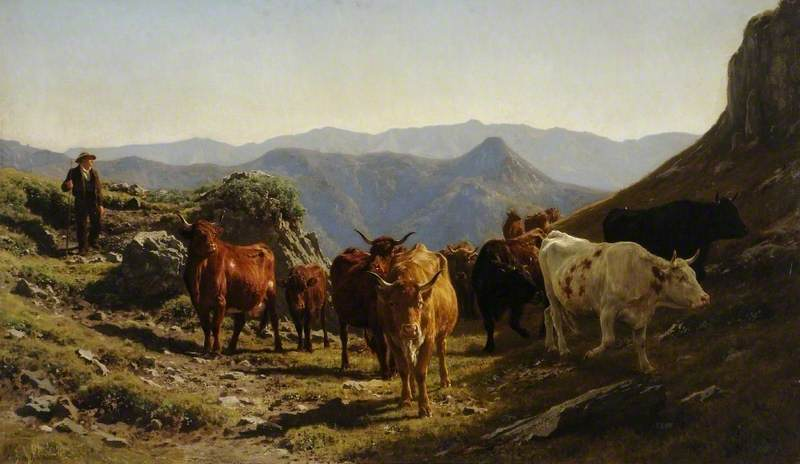
Paysage avec un troupeau, Sheffield, Graves Art Gallery (en).
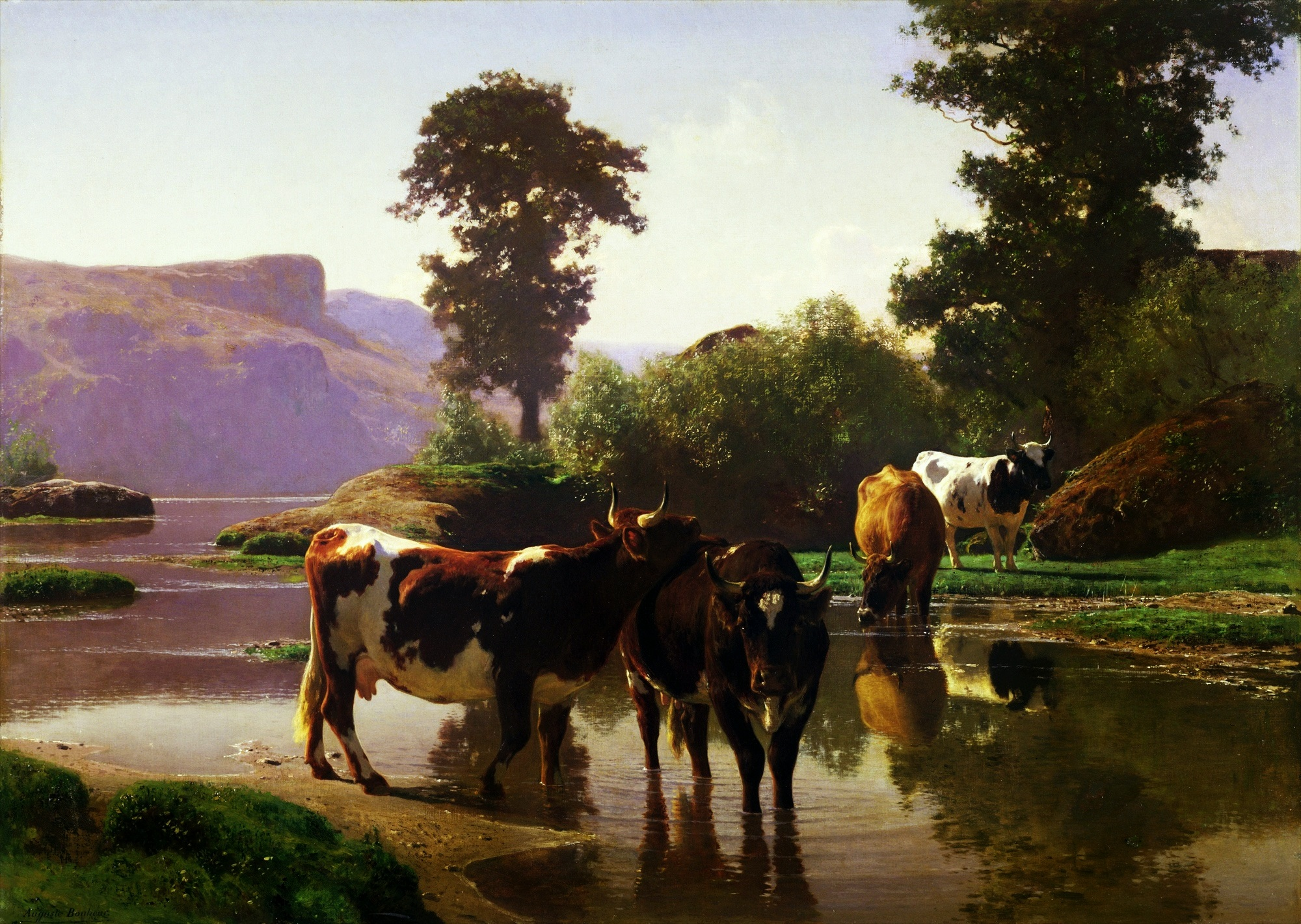
Troupeau de vaches s'abreuvant au bord du lac, New York, musée d'Art Dahesh.

## Élèves
- Camille Moreau-Nélaton (1840-1897)

## Iconographie
- Adolphe Dallemagne (1811-1882), Portrait d'Auguste Bonheur, vers 1863, photographie, musée des Beaux-Arts de San Francisco.